# Путяевские пруды
Путя́евские пруды́ — комплекс водоёмов на северо-востоке Москвы, на территории парка Сокольники, в районе 4-го Лучевого просека, рядом с платформой «Маленковская» Ярославского направления Московской железной дороги. Представляют собой каскад из шести прудов, в состав которого входят Верхний Путяевский пруд (№ 1), Пруд змейки (№ 2), Чёртов пруд (№ 3), Моржовый пруд (№ 4), № 5 и Нижний пруд (№ 6).
Пруды сооружены в пойме протекающего по дну одноимённого оврага Путяевского ручья, впадающего в реку Яузу. Общая площадь — 6,1 га. Средняя глубина — 2,5 м. Самый большой из них — Верхний Путяевский пруд площадью 2,95 га. На его берегу имеется благоустроенный пляж, зона отдыха, летнее кафе. На Моржовом пруду устроена база любителей зимнего купания — «моржей». Питание прудов осуществляется за счёт грунтовых и поверхностных вод, а также из водопровода. В настоящее время берега укреплены бетоном и декоративной каменной кладкой. Последняя полная реконструкция каскада проведена в 2008 году. Летом 2024 года Верхний Путяевский пруд (№ 1) закрыт на реконструкцию.
Первоначально в Путяевском овраге самообразовался самый нижний Путяевский пруд. К концу XIX века часть оврага была запружена для ещё одного водоема. Оба пруда были облагорожены, высажены регулярные аллеи вдоль обрамляющих их прогулочных дорожек. В дальней части парка между прудами и железной дорогой устроен лабиринт из пяти пересекающихся кольцевых троп.
Построенный рядом с лабиринтом в начале XX века, но просуществовавший только до его  середины Чёртов мост, судя по всему, и дал название (самоназвание) пруду №3.
Сложно найти «официальное», устоявшееся и однозначно трактуемое название, данное каждому из каскада Путяевских прудов. Даже их нумерация весьма произвольна и для многих старожилов этого района считается более правильной от Ростокинского проезда.